# Rob Zombie
Robert Bartleh Cummings (ismertebb nevén Rob Zombie) (Haverhilll, Massachusetts, 1965. január 12. –) amerikai zenész, filmrendező, valamint producer.
1985-ben hozta létre első ismert zenekarát, a White Zombie-t. Mikor 1997-ben a banda feloszlott, szólókarrierbe kezdett és csak saját neve alatt 15 millió eladott lemez fémjelezte tevékenységét. Első nagylemeze, a Hellbilly Deluxe, háromszor is platina minősítést kapott. A 2004-ben megjelent Need For Speed Underground-ban egy autót neveztek el róla.

## Élete
1965. január 12-én született New Yorkban. A Hammer World magazinnak adott 2006-os interjúban, amely az Educated Horses című új nagylemezről szólt, Rob mesélt a riporternek az 1970-es években lezajlott múltjáról.
"… én abban a korszakban nőttem fel, a '70-es évek zenéin. Nem Slayer-en vagy Metallica-n, sokkal inkább Alice Cooper-en, KISS-en, Led Zeppelin-en, Rush-on, Blue Öyster Cult-on. De a többiek is olyan zenére indultak be mostanság mint a régi Slade vagy a T-Rex. Úgyhogy ez az ős-glam vonal nagyon ott van a lemezen szerintem…
Rob olyan családban nőtt fel, mely cirkuszi mutatványokat adott elő. Rob elmesélte a Hammer World Magazinnak adott interjúban azt is, hogy túlélt egy lövöldözést. Ott álltak a "csatatér" közepén, amikor egyik ismerősük szólt nekik, hogy arra fussanak. Rögtön szét is vágták a fejét. Rob szülei szerencsére jöttek és kimenekítették gyermekeiket a bajból. A cirkuszi-mutatvány neve "Educated Horses" volt. Innen kapta a nevét a 2006-os album is. Ugyanis lovakkal voltak a bemutatók. Rob elmondása szerint volt egy olyan eset, amikor az egyik ló összezúzott egy nézőt. Innen az "Educated Horses" lemezcím.
Rob kedvencei voltak többek között az említett Alice Cooper, vagy a KISS, valamint a Black Sabbath és a The Ramones. Ezek hatására kezdett zenélni. 1985-ben akkori barátnőjével megalapította a White Zombie nevű zenekart, amely később hatalmas sikereket ért el.
2002 halloweenján feleségül vette Sheri Moont, akivel 13 éve jártak együtt.

## Zenei munkássága

### White Zombie
1985-ben alapította meg első igazán ismert zenekarát, a White Zombie-t. A csapatban nem voltak állandó tagok, első EP-jükön amely még a megalakulás évében jelent meg, valamint az azt követő EP-n a dobos, és a gitáros már más. Utóbbi dobosuk, Ivan de Purme azonban egészen 1995-ig tagja maradt a csapatnak. Első éveikben New York legkoszosabb klubjaiban zenéltek, mígnem 1987-ben szerződést kötöttek a Caroline Records-dzal, és kiadták első albumukat. Azonban a nagy áttörést az 1992-es "La Sexorcisto: Devil Music, Vol. 1" című nagylemezükkel érték el, annak is főként "Thunder Kiss '65", és "Black Sunshine" című dalaival. Az album második helyezést ért el a Billboard listán. Következő albumuk ismét óriási sikert ért el. Az "Astro Creep: 2000" című albumról rengeteg sikeres dal jött ki kislemezként is. 1997-ben a White Zombie feloszlott.

### Szólókarrier
A White Zombie 1997-ben oszlott föl. 1996-ban Rob Alice Cooper társaságában készítette el a "Hands Of Death (Burn Baby Burn)" című dalt. Ez volt Rob első zenei tevékenysége, a zenekarán kívül.
Rob nem hagyta abba zenei pályafutását, és szólókarrierbe kezdett. Dobosként vele maradt a zenekar dobosa John Tempesta, basszusgitárosként érkezett Blasko, gitárosként pedig Mike Riggs. A Hellbilly Deluxe 1998-ban jelent meg, és nagy sikereket hozott Robnak. Rengeteg dal vált közismert slágerré, és a slágerlistákon is nagy helyezéseket értek el (pl: "Superbeast", "Dragula", "Living Dead Girl", "Meet The Creeper") Az imént felsoroltak közül különösen a "Dragula" számít nagy dalnak, sokak szerint ez a dal Rob pályafutásának legnagyobb dobása.
A következő album, 2001-ben jelent meg, és a The Sinister Urge nevet viseli erről az albumról, főként a " Demon Speeding, "Feel So Numb", "Never Gonna Stop", "Dead Girl Superstar" című dalok értek el sokat. Azonban az album megjelenése után, a zenekaron belül korántsem volt minden rendben. A turné után Rob azt nyilatkozta, hogy most jó időre leáll a zenéléssel.

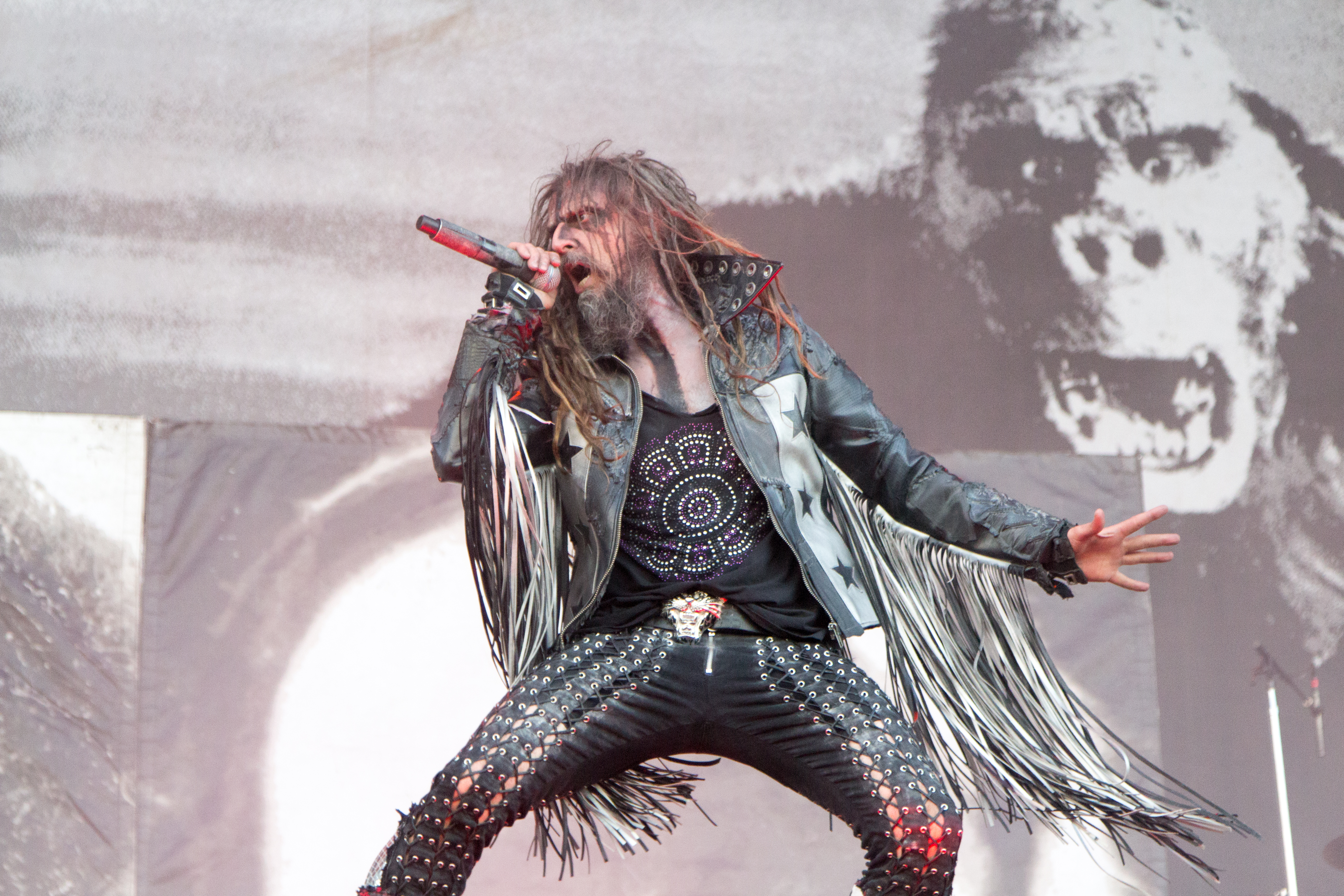
Rob Zombie (Nova Rock 2014)

Rob négy éven keresztül szüneteltette a zenélést, és filmrendezőként dolgozott, és elkészítette a "The House Of 1000 Corpses" és a "The Devils Reject" című filmeket, amiket elmondása szerint nagyon élvezett. Amíg Zombie a filmezéssel volt elfoglalva, Mike Riggs, és az ex-White Zombie dobos John Tempesta megalakították a Scum of the Earth nevű heavy metal zenekart amelynek stílusa nagyban hasonlít a "mester" korai szólómunkáihoz.
Rob 2005-ben tért vissza a zenéhez. A cunami áldozatainak megsegítésére tartott koncerten a Camp Freddy nevű projekt hívta meg eljátszani a "Thunder Kiss '65" című White Zombie dalt. A fesztiválon ott volt John5 is, aki azt mondta Robnak, hogy ha fellép az Ozzfest-en akkor szívesen menne gitározni. Rob tényleg kapott meghívást a fesztiválra. A régi csapatból csak Blasko maradt Robbal, és amikor Rob elmondta az ötletet Blasko-nak, ő Tommy Clufetos dobost ajánlotta aki akkor Alice Cooper-nél dobolt.
Miután a fellépés sikeres volt, Rob friss csapatával 2006-ra készítette el az Educated Horses című új lemezt. Erről az albumról, főként az "American Witch" című felvétel nyerte meg a hallgatókat.

## Diszkográfia

### White Zombie
| Megjelenés dátuma | Album címe                       | Kiadó                      | Billboard-helyezés | Lemezeladás |
| ----------------- | -------------------------------- | -------------------------- | ------------------ | ----------- |
| 1987 november     | Soul-Crusher                     | Silent Explosion/ Caroline | --                 |             |
| 1989. március 22. | Make Them Die Slowy              | Caroline                   | --                 |             |
| 1992. március 17. | La Sexoricto: Devil Music Vol. 1 | Geffen                     | #2                 | 2× platina  |
| 1995. április 11. | Astro Creep: 2000                | Geffen                     | #6                 | 2× platina  |

## Filmográfia
- 1000 halott háza (The House of 1000 Corpses) (2003)
- 1000 halott háza 2 – A Sátán bosszúja (The Devil’s Reject) (2005)
- Were Wolf Woman of the SS (2007)
- Halloween (2007)
- The Haunted World of El Superbeasto (2008)
- Halloween 2. (2009)
- Tyrannosaurus Rex (2011)
- Lords of Salem (2013)

## Zenészek

### Jelenlegi tagok
- Rob Zombie: ének, dalszövegíró
- John5: gitár
- Piggy-D: basszusgitár
- Tommy Clufetus: dob

### Egykori tagok
- Blasko: basszusgitár (1998–2007)
- Mike Riggs: gitár (1998–2001)
- John Tempesta: dob (1998–2001)